# Ferrofluid

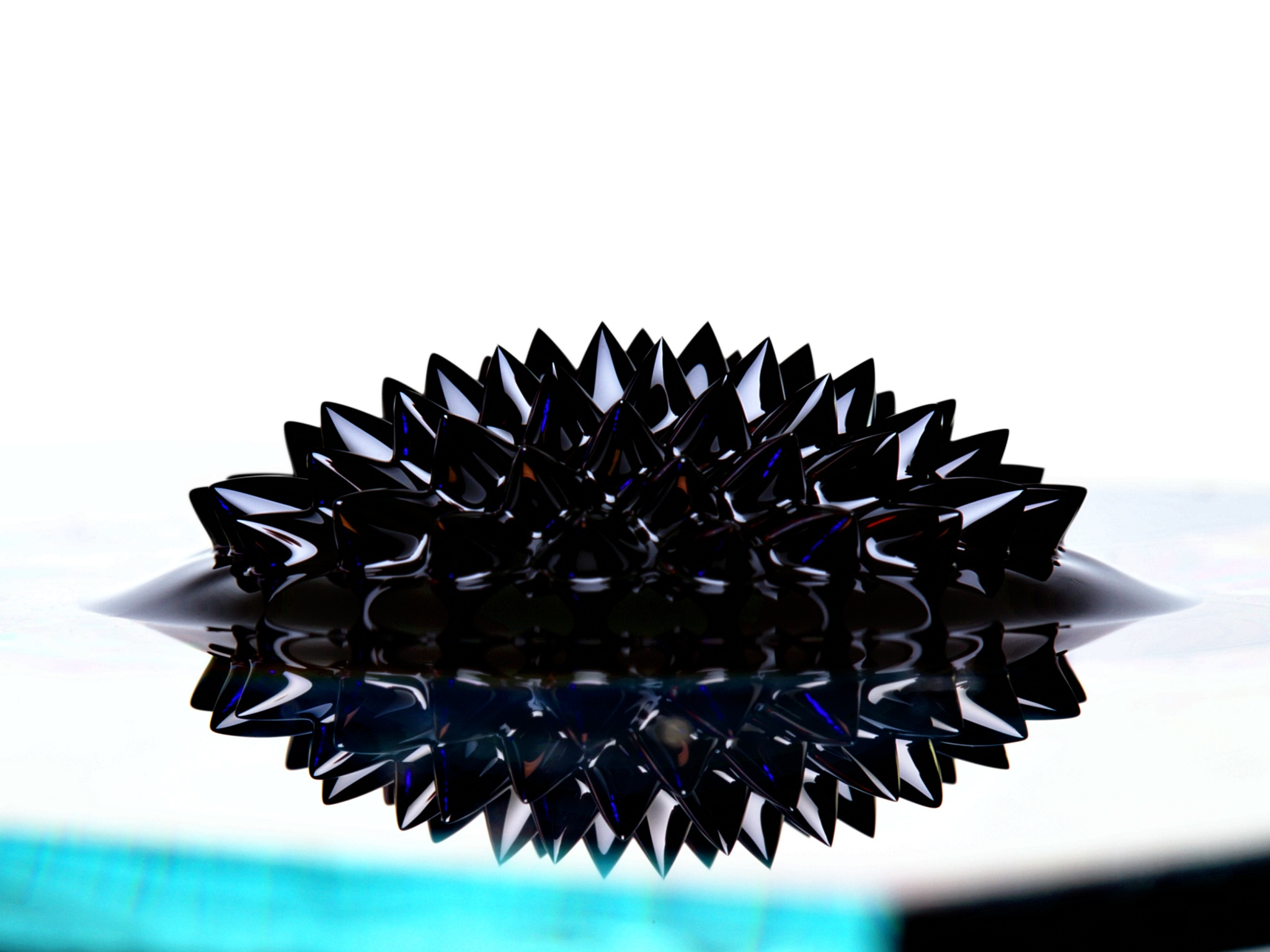
Ferrofluid w polu magnetycznym

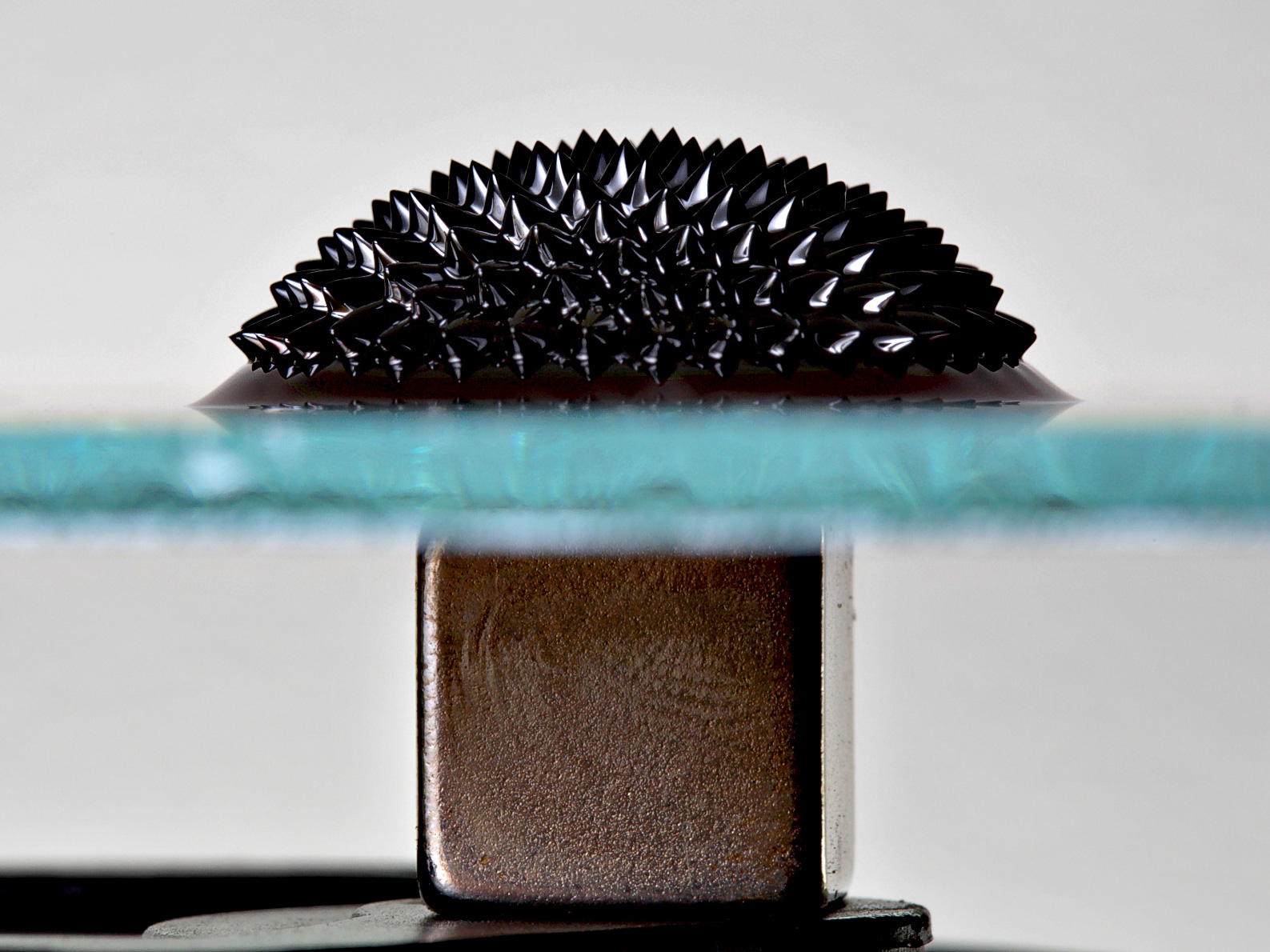
Ujęcie z widocznym magnesem

Ferrofluid (rzadko ciecz magnetyczna, ferrociecz) – substancja o właściwościach możliwie zbliżonych do cieczy, która w odróżnieniu od typowych cieczy jest w warunkach pokojowych dobrym paramagnetykiem i ulega silnej polaryzacji magnetycznej w obecności zewnętrznych pól magnetycznych.

## Sposób uzyskiwania
Ferrofluidy uzyskiwane są przez utworzenie zawiesiny mikroskopijnych cząsteczek substancji ferromagnetycznej, takiej jak magnetyt, w cieczy nośnej. Typowe wymiary drobinek ferromagnetyku nie przekraczają 10 nm, co pozwala na zachowanie większości charakterystyk nośnika. Jako nośniki drobin używane są zwykle rozpuszczalniki organiczne lub woda, a dodatek surfaktanta (kwasu oleinowego lub cytrynowego, lecytyny, TMAH) zapobiega łączeniu się i sedymentacji drobin.
Ferrofluid można wytworzyć w stosunkowo prosty sposób, wytwarzając zawiesinę opłaszczonych surfaktantem drobin magnetytu i zawieszając je w nafcie.

## Właściwości fizyczne

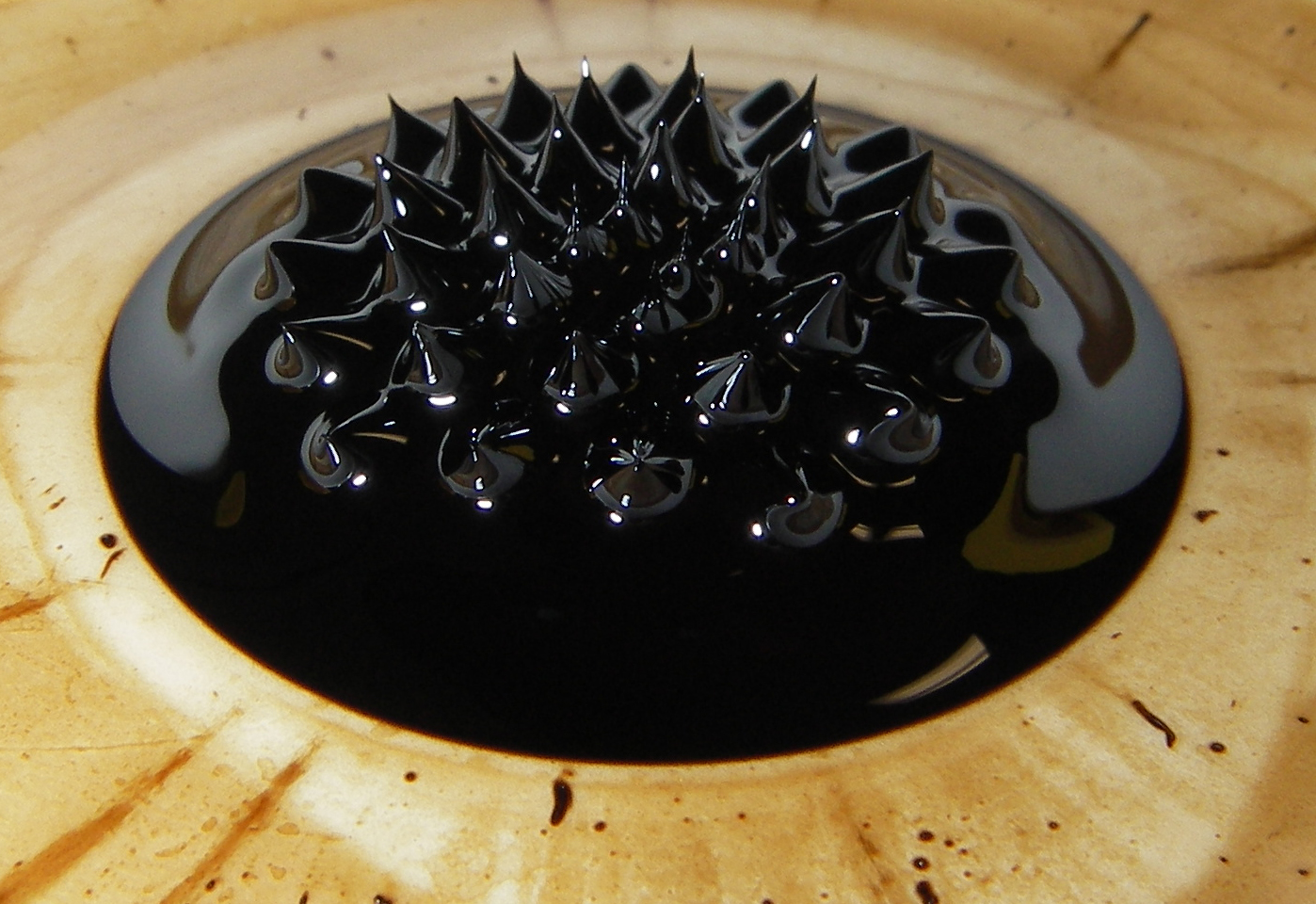
Normal-field instability

Silne pola magnetyczne oddziałują na ferrofluid doprowadzając do polaryzacji i przemieszczenia zawieszonych drobin, a wraz z nimi objętości cieczy. Co więcej, po przekroczeniu progu natężenia pola magnetycznego, dochodzi do wewnętrznej indukcji w materiale i do utworzenia na jego powierzchni sieci geometrycznych wzorów, których układ ulega zmianie wraz ze zmianami pola, temperatury i innych parametrów płynu. To wizualnie interesujące zjawisko nosi nazwę normal-field instability i jest zarówno przedmiotem badań naukowych, jak i narzędziem tworzenia nietypowych instalacji artystycznych.

## Zastosowania
Ferrofluidy, jako klasa cieczy inteligentnych, są przedmiotem intensywnych badań naukowych, i znalazły szereg zastosowań we współczesnym przemyśle. Stosowane są między innymi w nowoczesnych głośnikach, układach chłodzących, pomiarowych, a także w przemyśle zbrojeniowym.